# Gushan
Gushan (chiń. upr. 鼓山区; chiń. trad. 鼓山區; pinyin Gǔshān qū; Wade-Giles Ku-shan ch’ü) – dzielnica (chiń. 區, qū) w rejonie miejskim miasta wydzielonego Kaohsiung na Tajwanie. 
23 czerwca 2009 komitet przy Ministrze Spraw Wewnętrznych Republiki Chińskiej zarekomendował scalenie dotychczasowego powiatu Kaohsiung (chiń. trad. 高雄縣; pinyin Gāoxióng xiàn) i miasta wydzielonego Kaohsiung (chiń. trad. 高雄直轄市; pinyin Gāoxióng zhíxiáshì) w jedno miasto wydzielone. Dotychczasowe dzielnice miejskie (chiń. 區, qū), jak Gushan, zachowały po scaleniu swój dotychczasowy status. Ustawa weszła w życie 25 grudnia 2010 roku.
Populacja dzielnicy Gushan w 2016 roku liczyła 138 099 mieszkańców – 71 287 kobiet i 66 812 mężczyzn. Liczba gospodarstw domowych wynosiła 57 286, co oznacza, że w jednym gospodarstwie zamieszkiwało średnio 2,41 osób.

## Demografia (2011–2016)
| Rok  | Liczba ludności | Gęstość zaludnienia | Kobiety | Mężczyźni | Gospodarstwa domowe |
| ---- | --------------- | ------------------- | ------- | --------- | ------------------- |
| 2011 | 132 868         | 9006                | 67 940  | 64 928    | 53 167              |
| 2012 | 133 964         | 9080                | 68 734  | 65 230    | 53 984              |
| 2013 | 135 102         | 9158                | 69 425  | 65 677    | 54 918              |
| 2014 | 135 667         | 9196                | 69 790  | 65 877    | 55 501              |
| 2015 | 136 665         | 9263                | 70 395  | 66 270    | 56 184              |
| 2016 | 138 099         | 9361                | 71 287  | 66 812    | 57 286              |